# ریگی‌واران
ریگی‌واران (نام علمی: Leucosioidea) نام یک بالاخانواده از فروراسته خرچنگ است.